# サン＝ペドロ空港
サン＝ペドロ空港（San Pédro Airport）はコートジボワールのサン＝ペドロにある空港。空港の拡張計画もある。